# Rupert (rivier)
De Rupert is een rivier in Canada met een lengte van 763 km, die ontspringt in het Mistassinimeer en uitmondt in de Jamesbaai.
Het debiet bedraagt 900 m³/s. Het stroomgebied heeft een oppervlakte van 43.400 km². Zijrivieren zijn de Marte en de Nemiscau.